# Portada/efemèride abril 29
Bust d'Agustí Duran i Sanpere
« 28 d'abril · 29 d'abril · 30 d'abril »